# ایا پاناس
ایا پاناس (اوکراینی: Вескляров Петро Юхимович؛ ۱۰ ژوئن ۱۹۱۱ – ۵ ژانویهٔ ۱۹۹۴) بازیگر سینما، مجری تلویزیون، بازیگر تلویزیون، و بازیگر تئاتر اهل امپراتوری روسیه بود.